# Jorden är platt
Jorden är platt var ett svenskt naturvetenskapligt TV-program som producerades av utbildningsradion 2001–2004. Programledare var bland annat Anna Charlotta Gunnarson.
Programserien belönades 2004 med Vetenskapliga mediepriset på 75 000 kronor av bland annat Kungliga Ingenjörsvetenskapsakademien. Programmet fick priset för främjande av god vetenskapsjournalistik.